# Жудилово (станция)
Жуди́лово — железнодорожная станция на линии Брянск — Гомель. Расположена в одноимённом посёлке, в Унечском районе Брянской области, между станциями Почеп и Рассуха. В границах станции находится платформа 103 км. Станция обслуживает также населённые пункты Унечского (село Староселье, посёлки Немолодва и Георгиевский, деревню Жудилово) и Почепского (посёлок Роща) районов. Станция открыта в 1887 при строительстве линии Брянск-Гомель.

## Расписание движения
Тарифной остановки ни у одного поезда дальнего следования на станции нет с 2010 года. Пассажирское движение осуществляют пригородные поезда, которые связывают Жудилово с Брянском, Выгоничами, Почепом и Унечей.
| № поезда | Маршрут движения                                                             | Отправление | № поезда | Маршрут движения | Отправление |
| -------- | ---------------------------------------------------------------------------- | ----------- | -------- | ---------------- | ----------- |
| 6301     | Почеп — Унеча (пересадка на поезд 6903 до Новозыбкова)                       | 6:40        | 6302     | Унеча — Брянск   | 4:42        |
| 6303     | Брянск — Унеча (пересадка на поезд 6905 до Новозыбкова)                      | 11:20       | 6304     | Унеча — Брянск   | 6:38        |
| 6305     | Брянск — Унеча (пересадка на поезд 6907 до Новозыбкова)                      | 15:17       | 6306     | Унеча — Брянск   | 13:20       |
| 6307     | Брянск — Унеча (пересадка на поезд 6909 до Новозыбкова — пн., ср., пт., вс.) | 19:26       | 6308     | Унеча — Брянск   | 16:52       |